# 希普曼 (伊利諾伊州)
希普曼（英語：Shipman）是位於美國伊利諾伊州馬庫平縣的一個村落。

## 地理
希普曼的座標為39°07′06″N 90°02′37″W / 39.11833°N 90.04361°W，而該地最高點為海拔高度192米（即630英尺）。

## 人口
根據2010年美國人口普查的數據，希普曼的面積為3.44平方千米，當中陸地面積為3.41平方千米，而水域面積為0.03平方千米。當地共有人口624人，而人口密度為每平方千米181人。